# 顺天湾
顺天湾（韓語：순천만）是朝鲜半岛西南部的海灣，位于半岛南海岸中西部，是高兴半岛和丽水半岛之间汝自湾的一部分。其包含順天市的整个海岸线以及附近寶城郡、丽水市和高興郡的部分海岸。顺天湾以其河口湿地景观而闻名，沿岸分布着大片蘆原，有许多珍稀鸟类在此越冬。顺天湾在2006年被选入湿地公约，更于2021年作为韩国滩涂中的一部分，以宝城-顺天滩涂之名义列入世界遗产。

## 地理
顺天湾位于朝鲜半岛南海岸的中西部，在行政区划上分属全羅南道顺天市、高兴郡和丽水市。在某些地图上会将高兴半岛和丽水半岛之间壶状的海域均标注为顺天湾，但一般而言顺天湾被认为是堆积有大量滩涂的内湾区域，而不包含行政上属于丽水市的汝自岛。顺天湾的海岸线长39.8千米，海域面积达75平方公里以上。假如将整个圆形海湾计入，则其南北长约30公里，东西宽约22公里。其东部丽水半岛一侧分布着大量的海蚀崖，而西部和北部则主要是泥泞的滩涂区域。为了防止潮害，当地修筑了大量的防波堤。从狭义的顺天湾内湾内以至整个海湾内都分布着大量的岛屿，包括内湾中属于宝城郡的獐島、外湾中隶属丽水市的汝自岛和属于高兴郡的高兴岛等。
顺天湾大致形成于末次冰期结束后的约8,000年前。由于汝自湾的湾口狭窄但内部较宽，物质很难从海洋进入湾内，所以顺天湾沿岸大片湿地的形成主要与流经顺天市的三条河川有关。东川、伊沙川和海龙川从海湾周围以片麻岩为主的山区携带了大量粘土和砂岩，由于河川流速较快，这些沉积物便在顺天湾内迅速淤积形成了湿地，这种半封闭海湾内的湿地被分类为半封闭亚型。顺天湾的滩涂面积为22.6平方公里，此外还有面积达5.4平方公里的芦原分布。在泥滩以外，顺天湾区域内还分布着大量的潮间沼泽地以及海岸附近的鹽鹼灘，这令其成为韩国境内最具有生物多样性的区域之一。
从日治时期开始，顺天湾附近就持续进行着围垦和填海造陸，这使得如今滩涂的面积较1918年时减少了约80%。尽管如此，顺天湾临近顺天市区的北侧和西侧虽然进行了大量的海岸工程，但弯曲的海岸线和平缓的坡度令这片区域仍然有大量新的沉积物堆积，使得该区域的湿地面积仍在不断扩大。

## 历史与保护

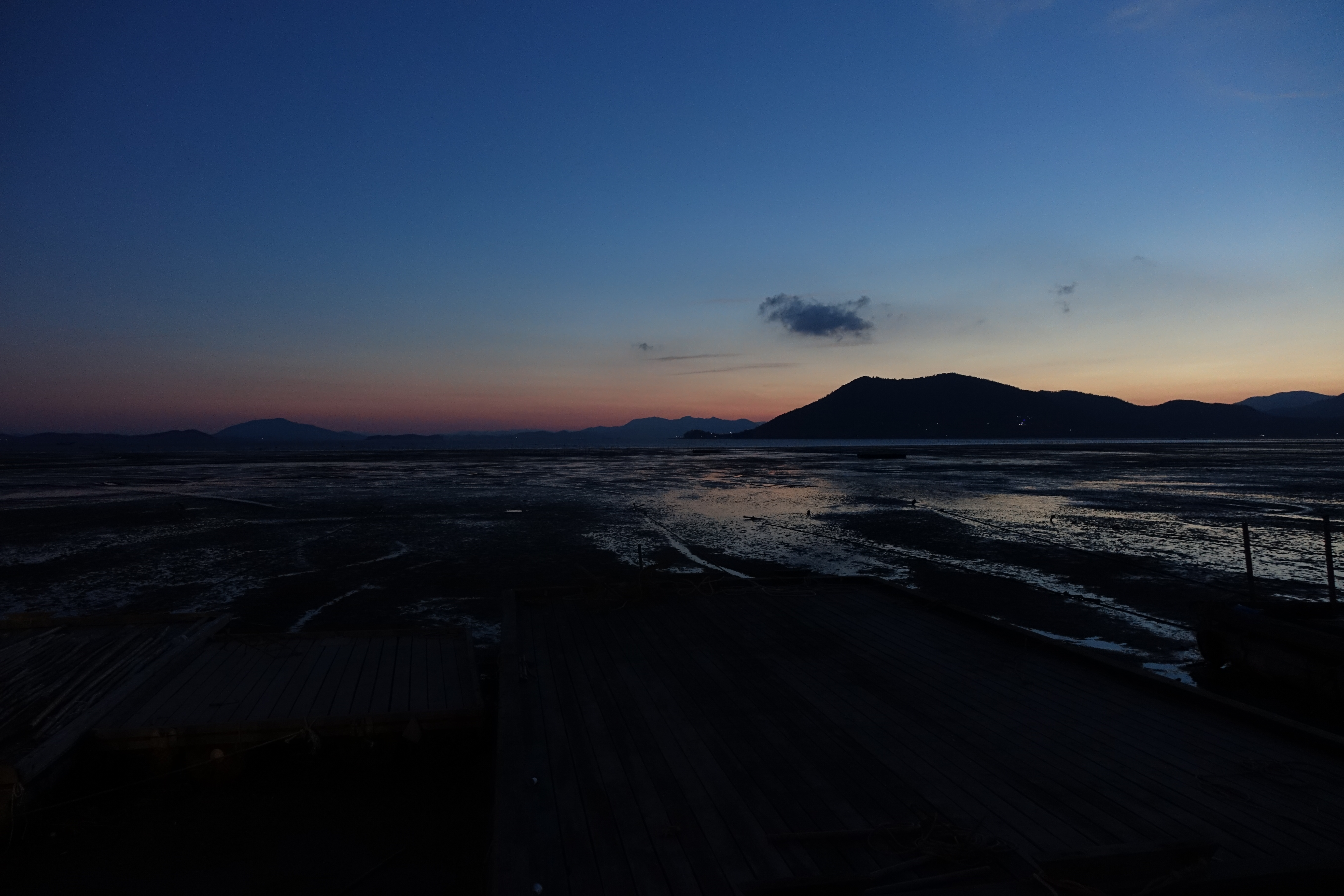
卧温海岸

朝鲜三国时代就有记载称如今顺天海岸的别良面和海龙面一带是滩涂海岸。朝鲜王朝时有记载称红头地区（如今的顺天市区南部）修建了一个大粮仓，专门储存给皇帝进贡的粮食。后来这片区域陆续开始了围垦的工程。1962年，台风莎拉袭击了顺天湾地区，引发了洪水并使得大量居民丧生，同时使伊沙川和东川改道，形成了如今两河交汇的河口。后来当地政府在伊沙川的支流修建了多处水坝，形成了能防洪和提供农业用水的上沙湖，这改变了下游河口处的生态。
顺天湾的保护行动最早可以追溯到1990年代。当时顺天市民发起了一项反对在东川下游开采骨料的运动，后来又成立了“东川河流生态界讨论会”和“滩涂等湿地保护委员会”等团体，此后，在这些团体的推动下进行了首次的“顺天湾生态调查”。这次调查的结果让学者专家、民间团体乃至国际机构意识到了顺天湾的生态价值。后来政府撤销了相关开采的许可，同时与民间组织合作划定了湿地保护区。
2003年，顺天湾被正式指定为湿地保护区。次年顺天湾加入东亚-澳大利西亚迁飞区伙伴协定，以促进相关组织和住民协作，以监测候鸟活动和交流相关信息。2006年1月20日，顺天湾（宝城-顺天滩涂）被列入湿地公约，成为韩国首个被列入湿地公约的海岸湿地。2009年开始，当地政府陆续拆除了湿地附近的养鸭场、饭馆，同时拆除电线杆等可能对候鸟造成威胁的设施，此外修复了大量陆上湿地和滩涂。在当地居民和政府的努力下，顺天湾成为了世界级的白头鹤越冬地，逐渐增多的候鸟也吸引了大量游客，2010年时有300万名游客来此观光。2008年6月16日，顺天湾被指定为韓國文化財名胜第41号。
顺天在2013年4月19日至10月20日期间举行了顺天湾国际园艺博览会，期间吸引了超过400万名游客前往参会。博览会共展出了国内外共87个园林，包括11个外国风景的园林，会场总面积达到了111.2万平方米。会场在博览会结束后将作为公园和市区与湿地的缓冲带使用。2015年，顺天市将原先顺天湾河口一带的农业区域扩大为面积5.394平方公里的湿地保护区以完成法律框架下的保护，同年颁布《顺天湾湿地保护、管理和支援事业等条例》以返还10%的生态旅游收入给居民，另外还制定了5年保护计划。2018年，包含顺天湾的顺天市全域被联合国教科文组织划为生物圈保护地。2021年7月26日，于中华人民共和国福州市召开的第44届“世界遺產委員會”会议上，顺天湾作为“韩国滩涂”中“宝城-顺天滩涂”的一部分被登录为世界遗产。

## 生态

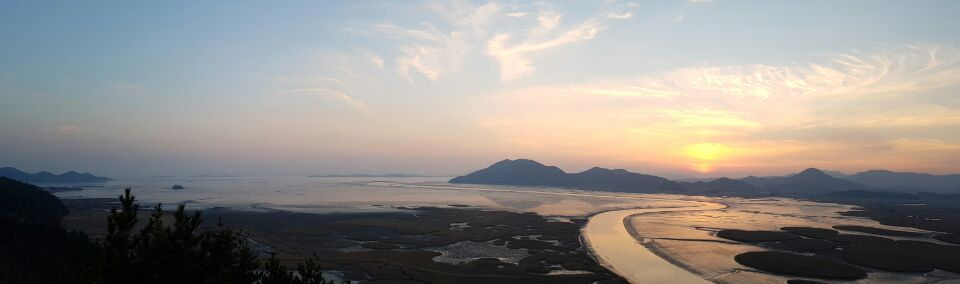
从丽水龙山溪谷远眺顺天湾

顺天湾内分布着分属14科的44种植物，这些植物又分属37个属。其中菊科和禾本科植物分别有12、11种，占了总数的52%。当地的优势种有芦苇、野燕麦、碱蓬等。顺天湾有沙地、滩涂和沙地/滩涂混合带等多种环境，其中在沙质土壤种主要有肾叶打碗花、單葉蔓荊等；而在水道边的水坑中则有石苁蓉等分布。在受海水影响的高盐地区，七面草群落承担了脱盐植物的作用，而在脱盐的土地上则主要分布着碱蓬。此外顺天湾还有芦苇、香蒲等五个主要的植物群落分布。随着堤岸附近的土地硬化，苦草等中性植物预计会占据优势，而野燕麦等归化植物则主要分布在人工处理过的土地上。
顺天湾是著名的鸟类栖息地和候鸟越冬地。在顺天湾栖息的鸟类有54科计239种，其中36种属于瀕危物種。位于东亚-澳大利西亚迁飞区的顺天湾在每年春秋两季都会有黑腹滨鹬、中杓鹬、大杓鹬等大批鸟类经停，而越冬的鸟类则包括白头鹤、灰鹤和白枕鶴等，数量能达到数千只。顺天湾因其是韩国仅存的白头鹤越冬地而闻名，当地于1996年首次观察到59只白头鹤在此越冬，此后数量逐年增加，直至2018年已达2,502头。白头鹤通常会在10月左右来到顺天湾越冬，在此停留近半年，于次年3月底离开。
顺天湾的滩涂上生活着青蛤、魁蛤等软体动物，与海水交会的区域还能发现菲律賓蛤仔和石花菜。顺天湾内捕获的水产品包括贝类、蟹类，以及黃鰭刺鰕虎魚、广东弹涂鱼和大弹涂鱼等鱼类。

## 休闲观光

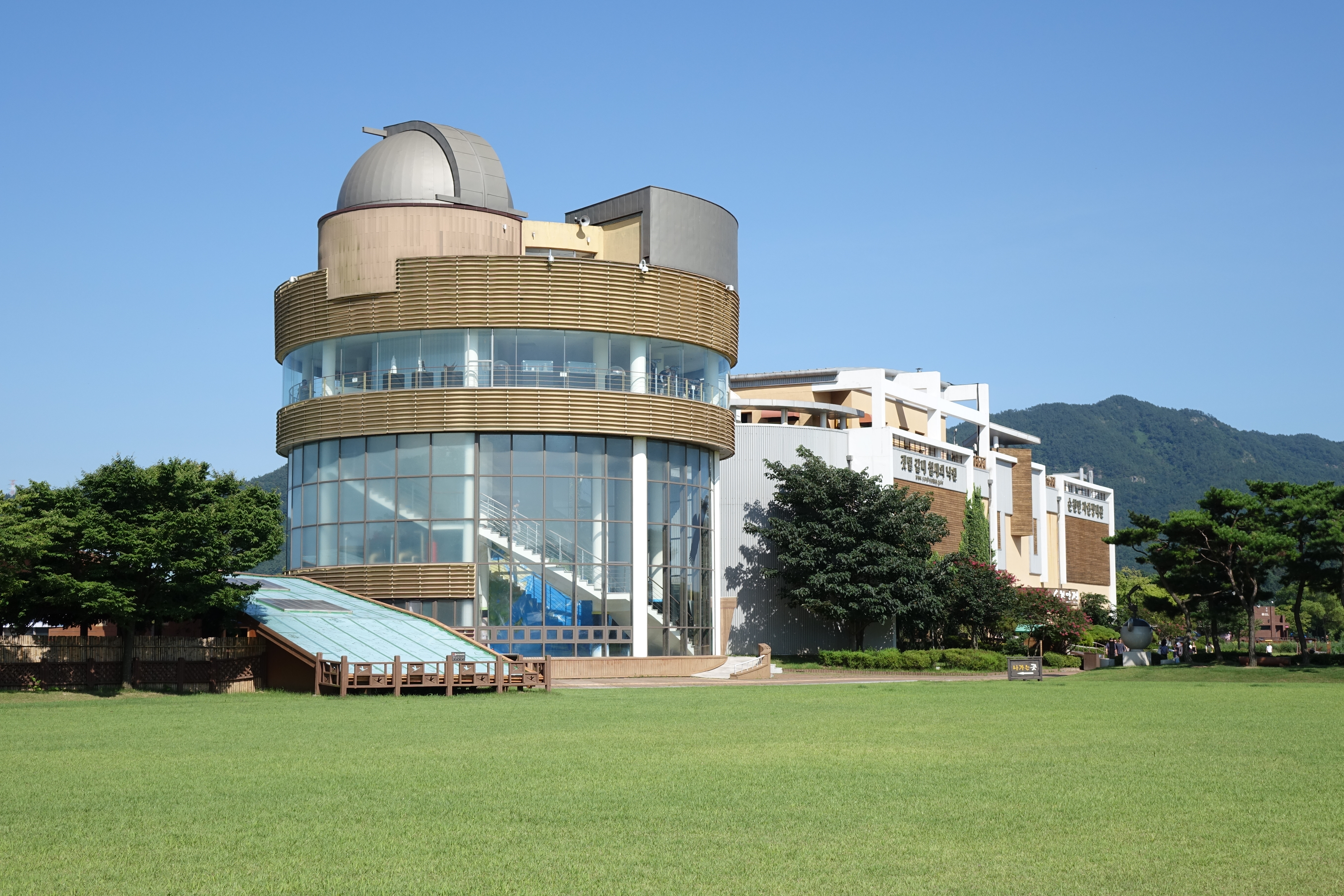
顺天湾天文台

被指定为国家园林的顺天湾国家园林和顺天湾湿地是韩国乃至世界有名的观光地。在2002年时来到顺天湾观光的游客不过十万名左右，但仅三年以后游客的数量就突破了300万。2006年顺天湾被韓國觀光公社选定为最佳景观观测地。2018年前往顺天湾国家园林观光的游客有545万人，次年更是达到了618万人，这也打破了全韩国除去游乐园等游乐设施外，纯观光地一年游客数量的最高纪录。
顺天湾除了可以观赏湿地景色和观察候鸟活动以外，亦提供许多休闲观光设施，包括顺天湾天文台、生态体验中心、韩医体验中心、观鸟游船等等。此外还有专门为团体游客提供的一日体验服务。顺天湾一带还经常举办园林、湿地相关的主题活动，其中又以顺天湾国际园艺博览会最为著名。该活动的第二届将时隔十年于2023年进行，这场为期半年的活动将斥资467亿韩元，范围也将从顺天湾扩展到以其为中心的整个全罗南道。